# EDreams ODIGEO
eDreams ODIGEO es una empresa española de viajes en línea fundada en 2011. La empresa surgió de la fusión de eDreams y de la agencia de viajes en línea GO Voyages, así como de la adquisición de Opodo. Cotiza en la Bolsa de Madrid.
eDreams ODIGEO es el mayor grupo en línea de viajes de Europa y el mayor distribuidor de vuelos en línea del mundo, con 40.000 destinos y 700 aerolíneas. La empresa vende vuelos, hoteles, paquetes de vacaciones, billetes de tren, alquiler de automóviles y seguros de viaje. Tiene su sede en Madrid y cuenta con más de 1500 empleados en todo el mundo.

## Historia
En 2010, Axa adquirió Go Voyages y Permira adquirió eDreams. Axa y Permira fusionaron eDreams y GO Voyages, que a su vez adquirieron Opodo en 2011. Como resultado de la fusión, surgió eDreams ODIGEO en junio de 2011. El cofundador de eDreams, Javier Pérez-Tenessa, se convirtió en el presidente del holding.
eDreams ODIGEO anunció su intención de cotizar en las bolsas de valores de Madrid, Barcelona, Bilbao y Valencia a principios de 2014. El 8 de abril de 2014, la empresa completó su oferta pública inicial en la Bolsa de Madrid, a 10,25 euros por acción, con una valoración de alrededor de 1500 millones de dólares. Esta fue la primera oferta pública inicial en España de una empresa emergente de Internet. De esta forma, eDreams se convirtió en el primer "unicornio" español de la era de Internet.
La venta de acciones la gestionan organizaciones financieras tales como JPMorgan Chase, Deutsche Bank AG y Jefferies Group. Fue la primera empresa en debutar en bolsa en España desde 2011. Sin embargo, al cabo de cinco meses, el precio de las acciones había bajado un 60%, como reflejo de los desafíos compartidos de un difícil mercado OPV europeo. Las acciones se estabilizaron más adelante, con ganancias significativas en el precio de la acción y un aumento del 160% en 2016.
En enero de 2015, eDreams anunció el nombramiento del exdirector de operaciones, Dana Dunne, como consejero delegado. El anterior consejero delegado, Javier Pérez-Tenessa, se convirtió en presidente honorario. En diciembre de 2015, Odigeo inauguró nuevas oficinas en Barcelona en la calle Bailén.
En enero de 2017, eDreams ODIGEO le compró a EnGrande la marca y la cartera de BudgetPlaces.  eDreams ODIGEO anunció en enero de 2018 que la empresa estaba considerando ofertas de adquisición. En marzo de 2018, se hizo público que eDreams ODIGEO no aceptaría ofertas no solicitadas de posibles inversores.
En el 2020, la empresa movió el departamento de atención al cliente fuera de España a oficinas en Colombia y en la India para ahorrar en costes laborales. En total se estima que se perdieron 265 puestos de trabajo en sus oficinas españolas.
eDreams ODIGEO ha sido un gran semillero de empresas, incluyendo los fundadores de Bravofly- LastminuteGroup, Fabio Cannavale y Marco Corradino.

## Productos

### Prime
En octubre de 2017 eDreams ODIGEO lanzó una suscripción llamada eDreams Prime.
Al principio la suscripción solo incluía vuelos con tarifas reducidas y posteriormente, en junio de 2020, empezó a ofrecer descuentos también en hoteles. El número de suscriptores registró un crecimiento pasando de 125.000 en el primer trimestre a 450.000 en el segundo trimestre de 2020. Frente a la pandemia, eDreams Odigeo lanzó una campaña en la que regaló un millón de suscripciones Prime durante un periodo de prueba de 6 meses.
En junio de 2020, eDreams ODIGEO extendió su suscripción también a los hoteles. El servicio, que antes solo incluía vuelos, empezó a ofrecer descuentos también en las reservas de hoteles (más de 2,1 millones de hoteles en el mundo a partir de noviembre de 2020). La suscripción está disponible para eDreams, Opodo y GO Voyages. Según eDreams ODIGEO, los suscriptores  Prime pueden ahorrar una media de 250 € para cada reserva que incluye vuelo y hotel.
En mayo de 2021 la suscripción de eDreams ODIGEO ha alcanzado un millón de miembros. A lo largo del año el programa de suscripción de la agencia de viajes online ha registrado un crecimiento del número de suscriptores de 58% - 876.000 suscriptores - y en mayo ha alcanzado un millón de miembros. eDreams Odigeo tiene previsto alcanzar 2 millones de suscriptores para septiembre de 2022.eDreams Prime ha alcanzado ya los 7 millones de abonados. 

### Estudio anual sobre las mejores aerolíneas del mundo
eDreams ODIGEO realiza una clasificación anual de las mejores aerolíneas del mudo para su marca eDreams. La clasificación de las aerolíneas se basa en datos de las reservas y de una encuesta que recopiló las opiniones de los clientes sobre más de 650 aerolíneas.
En 2021 eDreams ODIGEO ha actualizado la metodología del estudio para incluir más factores relacionados con la pandemia del Covid-19. La nueva clasificación ha evaluado las aerolíneas en base a la gestión de los reembolsos, la cancelación de los vuelos, la flexibilidad de los billetes, la experiencia de los clientes y las medidas de seguridad ante el Covid-19. En 2021, Qatar Airways ha sido nombrada mejor aerolínea del mundo por parte de eDreams.
| Año  | Aerolínea          |
| ---- | ------------------ |
| 2021 | Qatar Airways      |
| 2020 | Emirates           |
| 2019 | Turkish Airlines   |
| 2018 | Turkish Airlines   |
| 2017 | Emirates           |
| 2016 | N/A                |
| 2015 | Luxair             |
| 2014 | Emirates           |
| 2013 | Singapore Airlines |
| 2012 | Singapore Airlines |

## Calificación de la sostenibilidad
El 20 de octubre de 2022, Standard Ethics (Estándar Ética) asignó una calificación de sostenibilidad de 'E+' en una escala de F a EEE dentro del índice SE Mid Spanish.

## Polémica
Según la Organización de Consumidores y Usuarios, eDreams, con un 135%, es la plataforma que aplica un mayor sobreprecio medio a los viajeros. En cuanto a satisfacción de los consumidores, se sitúa la última en la encuesta de satisfacción de viajeros de OCU siendo la más reclamada en su plataforma en línea.